# David Ross McCord
Pour les articles homonymes, voir McCord.
David Ross McCord, né à Montréal (Québec) le 18 mars 1844 et mort à Guelph, (Ontario) le 12 avril 1930, est un avocat et un collectionneur canadien. Sa collection personnelle a permis de fonder le Musée McCord en 1921.

## Biographie
David Ross McCord est né à Montréal le 18 mars 1844.  Il est le fils du juge John Samuel McCord et d’Ann Ross.
Il fait ses études secondaires au High School of Montreal et poursuit ensuite ses apprentissages au McGill College, où il obtiendra une licence en droit civil en 1867. En 1868, il est reçu au Barreau.
McCord meurt le 12 avril 1930 à Guelph en Ontario.

## Philanthropie
À l’importante collection rassemblée par son grand-père paternel, Thomas McCord, et son père, John Samuel McCord, David Ross McCord entreprend, vers 1880, d’y ajouter ses propres acquisitions[réf. nécessaire]. Ne ménageant ni son temps ni sa fortune, il cherche à travers le Canada les objets les plus beaux et les plus significatifs sur le plan historique[réf. nécessaire]. Peu à peu, un projet s’échafaude dans son esprit : fonder un musée d’histoire canadienne à Montréal. Animé par cette idée, McCord offre des visites de la demeure familiale, une bâtisse alors nommée le Temple Grove. Une portion du terrain de cette résidence est d’ailleurs aménagée de façon à répliquer le champ de bataille des plaines d’Abraham à Québec. Au fil des ans, la collection qu’il conserve et qu'il continue de faire croître devient trop imposante pour demeurer dans un espace domestique. Dès 1909, il souhaite offrir sa collection à l’Université McGill. Les instances de cette dernière sont d’abord réticentes, craignant que le projet muséal de McCord amène un fardeau financier imposant. Finalement, en 1919, l’Université McGill accepte le don de la collection personnelle de McCord qui se compose de plus de 15 000 items. Deux ans plus tard, le 13 octobre 1921, le Musée national McCord ouvre ses portes au public dans la maison Jesse Joseph. McCord consacra donc à peu près toute sa vie et sa fortune au profit de cette cause. Il collectionna les artefacts qui en sont représentatifs et s'intéressa particulièrement aux trois peuples fondateurs du pays : les Français, les Britanniques et les Autochtones.

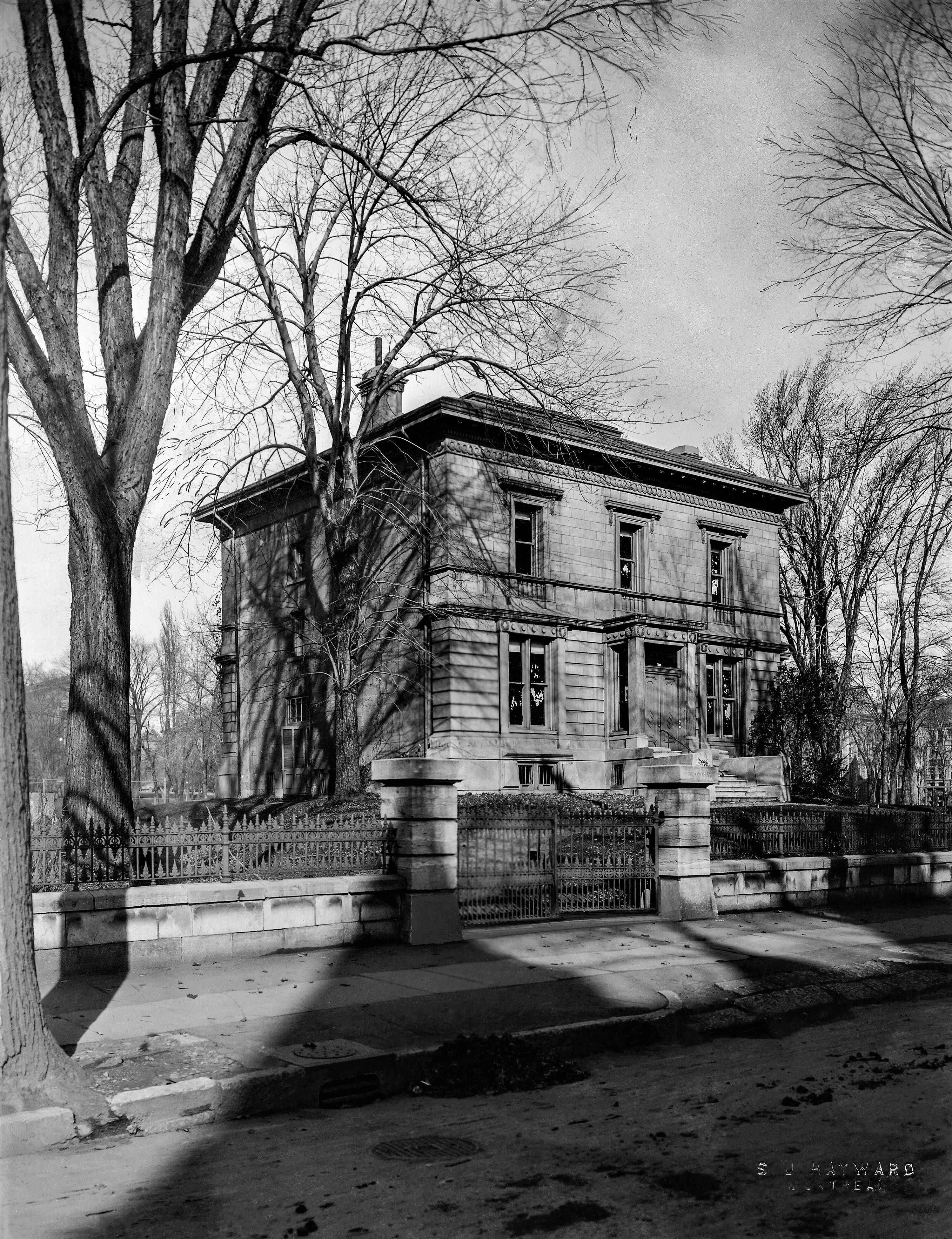
Maison Jesse Joseph, 1927
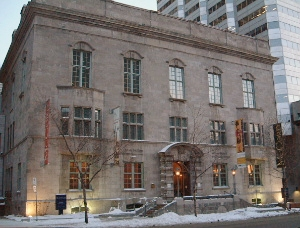
Le musée McCord, au 690 de la rue Sherbrooke Ouest